# 越南青年政治训练班旧址、越南青年革命同志会旧址
越南青年政治训练班旧址、越南青年革命同志会旧址位于中国广东省广州市越秀区珠光街道定安里社区文明路248号、250号，为两幢三层砖木结构红砖墙骑楼，坐南朝北。1924年底胡志明从莫斯科到广州，次年6月改组越南革命组织“心心社”并在此成立越南青年革命同志会，1926年初又在此举办多期越南青年政治训练班，培养革命干部。
该建筑曾于2001年、2024年进行修缮；2024年修缮后增设“胡志明同志在广州”常设展览，并全面向公众开放参观。现为广东革命历史博物馆的下辖场馆。